# Austin Faoliu
Austin Faoliu (Santa Ana, 9 gennaio 1999) è un giocatore di football americano statunitense che milita nel ruolo di nose tackle per i Seattle Seahawks della National Football League (NFL).

## Carriera

### Dallas Cowboys
Faoliu firmò con i Dallas Cowboys dopo non essere stato scelto nel Draft NFL 2021 il 14 maggio. Il 31 agosto fu svincolato. Il 1º settembre firmò con la squadra di allenamento. Il 27 settembre fu promosso nel roster attivo. Nella sua stagione da rookie disputò una partita, mettendo a segno 2 tackle.
Il 19 gennaio 2022 Faoliu firmò un nuovo contratto come riserva. Il 15 agosto 2022 fu svincolato.

### Seattle Sea Dragons
Faoliu fu scelto dai Seattle Sea Dragons nel quarto giro (31º assoluto) del Draft XFL 2023. In quella stagione disputò 10 partite, tutte come titolare, mettendo a segno 24 placcaggi e un sack, venendo inserito nella formazione ideale della XFL. Fu svincolato il 15 maggio 2023.

### Seattle Seahawks
Il 16 maggio 2023 Faoliu firmò con i Seattle Seahawks. Il 29 agosto fu inserito in lista infortunati. Fu attivato il 6 novembre e il giorno successivo spostato nella squadra di allenamento.

## Palmarès
- Formazione ideale della XFL: 1

2023